# Izaute (Gélise)
Die Izaute ist ein Fluss in Frankreich, der im Département Gers in der Region Okzitanien verläuft. Sie entspringt beim gleichnamigen Weiler L’Izaute, im Gemeindegebiet von Dému, entwässert generell in nördlicher Richtung durch ein schwach besiedeltes Gebiet und mündet nach rund 37 Kilometern beim Weile Torrebren, im Gemeindegebiet von Labarrère als rechter Nebenfluss in die Gélise. Bei ihrer Mündung stößt die Izaute auf das benachbarte Département Lot-et-Garonne in der Region Aquitanien.

## Orte am Fluss
- Ramouzens
- Bretagne-d’Armagnac
- Torrebren, Gemeinde Labarrère